# Xeresa (kommun)
Xeresa är en kommun i Spanien.   Den ligger i provinsen Província de València och regionen Valencia, i den östra delen av landet, 300 km sydost om huvudstaden Madrid. Antalet invånare är 2 294. Arean är 16,9 kvadratkilometer. Xeresa gränsar till Simat de la Valldigna, Benifairó de la Valldigna, Xeraco, Barx och Gandia. 
Terrängen i Xeresa är kuperad åt sydväst, men åt nordost är den platt.